# Lepel (stad)
Lepel (Wit-Russisch: Ле́пель, Lepiel; Pools: Lepel; Russisch: Ле́пель) is een Wit-Russisch stad in het centrum van het district Lepel in de oblast Vitebsk nabij het meer van Lepel. In 2007 telde Lepel 18.700 inwoners. Het ligt 155 km ten noorden van Minsk en 115 km ten westen van Vitebsk. 

## Geschiedenis
De eerste vermelding van Lepel dateert van 1439. In de 15e eeuw behoorde de stad bij het grootvorstendom Litouwen. In 1439 schonk  Michael, de zoon van hertog Sigismund Kęstutaitis, Lepel aan de kerk van Vitebsk. Koning King Sigismund I de Oude bevestigde deze schenking. In 1541 werd het stedelijk gebied aan de kathedraal van Vilnius geschonken.
Na de inname van Polatsk door de Russische troepen in 1563, kon de regering van Vilnius niet langer weerstand bieden tegen de aanvallen van het grootvorstendom Moskou en werd besloten om Lepel te schenken aan koning Sigismund II Augustus in de veronderstelling dat de koning Vilnius een evenwaardige schenking zou doen. De koning gaf het bezit door aan Joeri Zenovitsj, de burgemeester van Smolensk. Na de dood van Joeri Zenovitsj schonk Sigismund de stad aan Michael Daragastaisky, waardoor Lepel in handen kwam van Stefanus Báthory. Báthory gaf de stad terug aan de regering in Vilnius, na de bevrijding van Polatsk. 
In 1586 werd het gebied door Vilnius verkocht aan Lew Sapieha, een belangrijk politicus. In 1609 schonk Sapieha Lepel aan de nonnen van de cisterciënzersorde uit Vilnius .
Na de annexatie van Wit-Rusland door Rusland in 1772, bleef Lepel bij Litouwen, doordat de grens getrokken werd bij de Westelijke Dvina. Door de tweede deling van het Pools-Litouwse Gemenebest in 1793, werd Lepel bij Rusland gevoegd. De stad had in 1812 veel te lijden van de troepen die op doortocht waren tijdens de veldtocht van Napoleon naar Rusland. In 1880 telde Lepel 5284 inwoners, waaronder  2458 joden. Rond 1913 was het een rustig stadje geworden, zonder groot strategisch of commercieel belang. Tijdens de Tweede Wereldoorlog had de stad zwaar te lijden onder de Duitse bezetting, waarbij 5.229 mensen omkwamen.